# José Gómez-Acebo y Cortina
José Gómez-Acebo y Cortina (Madrid, 22 de desembre de 1860 - Madrid, 26 de desembre de 1932) va ser un advocat i polític espanyol.
Ministre de Foment i ministre de Marina durant el regnat d'Alfons XIII. Diputat per la fracció política liberal membre del Congrés dels Diputats d'Espanya pel Districte d'Albacete) durant sis legislatures del període històric conegut com a Restauració borbònica.

## Biografia
Era fill de José Gomez-Acebo y de la Torre i de María dels Dolores Cortina y Vázquez.
Avi patern de Margarita Gómez-Acebo y Cejuela, Tsarina consort de Bulgària pel seu matrimoni amb l'exrei Simeó II de Bulgària i de Luis Gómez-Acebo y Duque de Estrada i Duc consort de Badajoz, qui va contreure matrimoni amb la Infanta Pilar de Borbó i Borbó.
III Marquès de Cortina, llicenciat en Dret i membre del Partit Liberal inicia la seva carrera política en el Congrés en ser elegit diputat a les eleccions generals espanyoles de 1901 per Albacete repetint aquest mateix escó en les eleccions de 1905. En els processos electorals celebrats entre 1910 i 1916 resultaria escollit per la circumscripció de Guadalajara, sent nomenat el 1917 senador vitalici.
Va ser ministre de Foment entre el 5 de desembre de 1918 i el 15 d'abril de 1919 en un gabinet que va presidir el Comte de Romanones, i ministre de Marina al govern que, entre el 14 d'agost de 1921 i el 8 de març de 1922, encapçalaria Antoni Maura i Montaner.
Va ser president del Banc Espanyol de Crèdit entre 1927 i 1933.
Va casar en 1886 amb Margarita Marta Modet y Almagro (1863-1939). Pares dels diputats Manuel i Juan. També pares de Santiago, Jaime i del diplomàtic Miguel Gómez-Acebo y Modet.